# Duke of Alcantara Stradivarius

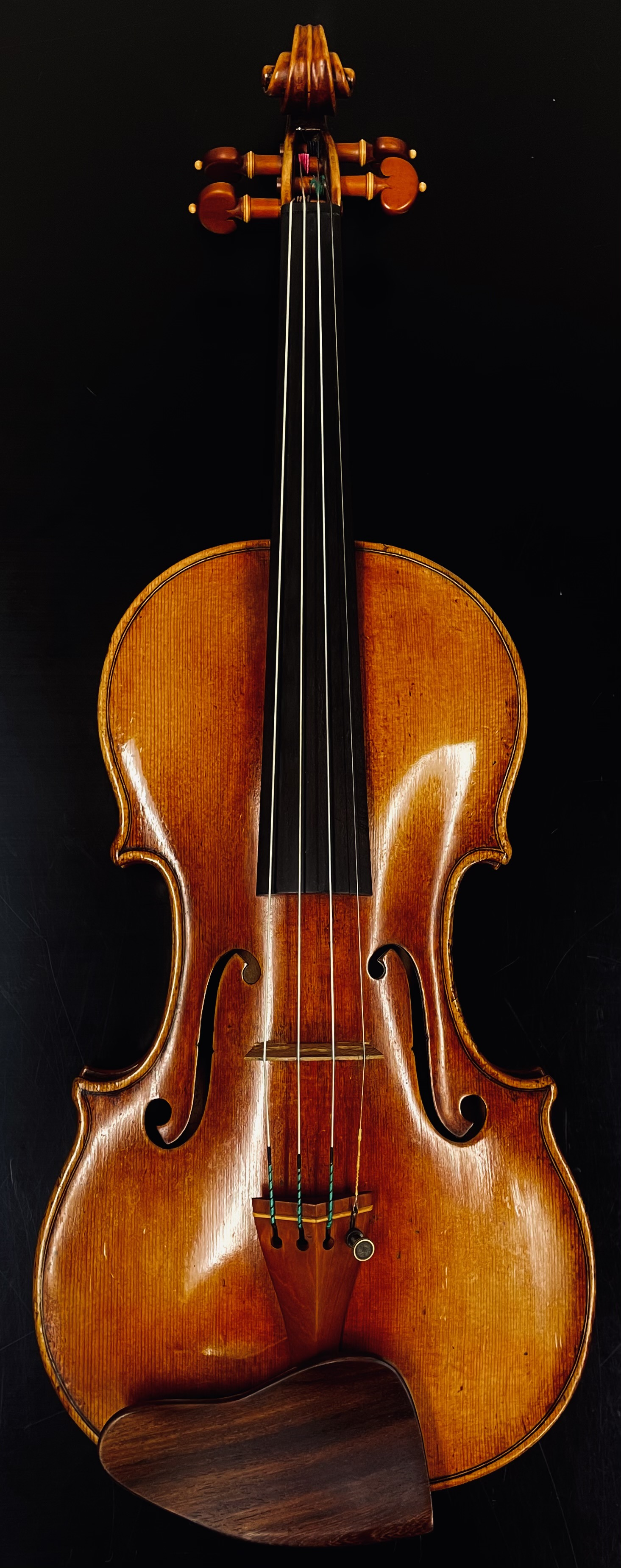
Cây đàn Duke of Alcantara Stradivarius chế tác năm 1732

Duke of Alcantara Stradivarius là một cây vĩ cầm chế tác bởi Antonio Stradivari ở Cremona, Ý vào năm 1732. Năm 1929, cây đàn này đã được mua lại bởi một nhà sưu tập ở Hoa Kỳ và sau đó được trao tặng cho Đại học California, Los Angeles (UCLA). Một sinh viên tại trường đại học này đã làm thất lạc cây đàn vào năm 1967, khiến cho cây đàn mất tích trong 27 năm. Tuy nhiên, Duke of Alcantara Stradivarius xuất hiện trở lại sau khi được mang đi bảo dưỡng. Năm 1995, UCLA đã khởi kiện thành công và đòi lại quyền sở hữu cây đàn này.

## Nhạc cụ
Stradivarius đã chế tác ra Duke of Alcantara Stradivarius vào khoảng 88 tuổi. Các chuyên gia nói rằng cây vĩ cầm được chế tác có phần vụng về hơn so với một số thành phẩm trước đó của ông về lớp sơn bóng và đường cắt các lỗ f. Có suy đoán rằng có thể các con trai của Stradivarius đã giúp ông chế tác những bộ phận của cây đàn. Tuy nhiên, nhạc cụ này vẫn được định giá khoảng 2.000.000 đô la Mỹ vào năm 2014 (tương đương khoảng 2.160.000 đô la Mỹ năm 2019).
Mặc dù trong hồ sơ thông tin có thể biết rằng cây đàn này được chế tác vào năm 1732, nhưng nhãn bên trong cây đàn có ghi ngày tháng năm 1727, do đó có một số suy đoán về việc liệu cây vĩ cầm có thể là một bản tổng hợp hay ai đó đã cố gắng giả mạo nhãn hiệu ban đầu của cây đàn vĩ cầm nhằm nâng cao giá trị của cây đàn.

## Quyền sở hữu

### Thời kỳ đầu
Có giai thoại kể lại rằng cây đàn được đặt theo tên của một nhà quý tộc Tây Ban Nha vào thế kỷ 18, được gọi là "Công tước xứ Alcantara". Cây đàn cũng được cho là thuộc sở hữu của hoàng đế Napoléon I vào đầu thế kỷ 19.  Sau đó, nhạc cụ này thuộc sở hữu của Albert Caressa vào cuối thế kỷ 19. Ông đã bán cây đàn này từ cửa hàng của mình ở Paris cho nhà sưu tập Erich Lachmann ở Berlin. Năm 1925, Lachmann bán cây đàn cho Tiến sĩ Steiner-Schweitzer, một nhà sưu tập ở Thụy Sĩ. Năm 1929, Stradivarius được Rudolph Wurlitzer ở New York mua lại và sau đó được chuyển đến một trong những tài sản của ông ở Cincinnati. Năm 1945, cây vĩ cầm được bán cho Ilya Schkolnik, một bè trưởng mới được bổ nhiệm của Dàn nhạc giao hưởng Baltimore. Vào cuối những năm 1950, ông chuyển đến Los Angeles và chiếc đàn được bán cho thợ dầu Milton Vedder. Tuy nhiên Milton Vedder qua đời ngay sau đó và vợ ông là bà Genevieve Vedder đã trao tặng cây đàn này cho khoa âm nhạc của Đại học California, Los Angeles (nay là Trường Âm nhạc Herb Alpert của UCLA) vào năm 1961. Giáo sư vĩ cầm và nhà âm nhạc học Marrocco Thomas đã biểu diễn cây đàn này cho đến năm 1967.

### Mất trộm
David Margetts là một sinh viên tốt nghiệp đồng thời là nghệ sĩ vĩ cầm ở vị trí số hai của tứ tấu dây Feri Roth tại UCLA, được cho mượn chiếc đàn vào giữa năm 1967. Cây đàn được giữ trong hộp đôi với một cây vĩ cầm khác những năm 1950 của Ansaldo Poggi, còn cây vĩ được làm bởi François Tourte và Markus Fischer. Vào tối ngày 2 tháng 8 năm 1967, Duke of Alcantara Stradivarius biến mất trong khi Margetts đang đi mua hàng tạp hóa ở Pasadena sau một buổi diễn tập ở Hollywood. Margetts nói rằng ông không biết liệu mình đã đặt hộp đựng đàn lên đầu xe và lái đi chưa, hay cây đàn bị đánh cắp từ bên trong xe. Margetts đã gửi thông báo đến các cửa hàng cầm đồ và cảnh sát, nhưng không nhận được thông tin nào về nơi ở của kẻ trộm. Nadia Tupica, chủ một cửa hàng nhạc cụ địa phương và là một giáo viên người Tây Ban Nha đã nghỉ hưu, tuyên bố đã phát hiện ra nhạc cụ này trong một chiếc hộp đôi bên cạnh đường cao tốc trên dốc vào cuối tháng đó. Tupica kể lại rằng bà đã dừng lại trên đường để nhặt thứ mà bà nghĩ là một đứa trẻ sơ sinh bị bỏ rơi, nhưng hóa ra đó lại là một hộp đàn vĩ cầm. Tupica qua đời vào năm 1978, còn chiếc hộp đàn đôi với cây Stradivarius được giao cho cháu trai của bà là Jefferson Demarco. Nằm trong một phần của vụ kiện giải quyết ly hôn của Demarco vào cuối năm 1993, cây vĩ cầm đã được trao cho người vợ cũ của ông là Teresa Salvato, một nghệ sĩ vĩ cầm nghiệp dư sống ở Riverside.
Ngay sau khi giành được quyền sở hữu cây vĩ cầm vào tháng 1 năm 1994, Salvato đã cho giáo viên Michael Sand của bà mượn. Người giáo viên này đã mang cây đàn cho Joseph Grubaugh ở Petaluma để trùng tu và bảo dưỡng lại. Grubaugh tìm kiếm cây vĩ cầm trong một danh mục của Liên đoàn các nhà sản xuất đàn vĩ cầm và vĩ của Hoa Kỳ nhằm chứng tỏ cây đàn này thực sự là một cây đàn Stradivarius và để đánh dấu là đã bị trộm khỏi UCLA. Grubaugh ngay lập tức gọi điện cho UCLA. Sau khi sửa chữa xong chiếc đàn, Grubaugh đã trả lại cho Sand, sau đó cây đàn được đưa về cho Salvato, nhưng những cuộc tranh cãi giữa các luật sư do UCLA thuê và Salvato đã bắt đầu ngay sau đó. Sau nhiều tháng các cuộc gọi đến Sand đều bị phớt lờ, các nhân viên cảnh sát trong khuôn viên trường đã xuất hiện tại nhà của Salvato vào tháng 5 năm 1994 để đe dọa bắt bà. Để tránh bị bắt hoặc từ bỏ cây vĩ cầm, Salvato sống ẩn dật trong nhà nhiều tháng và thậm chí có những lần ra ở khách sạn. Vào ngày 14 tháng 10, các luật sư của UCLA đã thành công buộc Salvato phải tiết lộ vị trí của cây vĩ cầm, nhưng thay vào đó, bà quyết định giao cây đàn cho Bảo tàng Fowler của UCLA, nơi cây đàn sẽ không được trao trả cho đến khi Tòa án Thượng thẩm Quận Los Angeles có thể đưa ra quyết định ai là chủ sở hữu. Ngày 17 tháng 10, cây vĩ cầm đã được xác thực và gửi đến bảo tàng.

### Khôi phục
Hơn một năm sau vào ngày 1 tháng 12 năm 1995, tại tòa án đã xác định rằng cây Stradivarius cùng với Poggi và những chiếc vĩ bị mất tích sẽ được trả lại cho UCLA và Salvato sẽ nhận được khoản thanh toán đền bù trị giá 11.500 đô la Mỹ. Cùng tháng đó, Alexander Treger, bè trưởng của dàn nhạc giao hưởng Los Angeles và cũng là giáo sư của UCLA, sẽ biểu diễn cây vĩ cầm này tại một buổi biểu diễn riêng tại tư dinh của chưởng ấn UCLA. Có thời điểm, Duke of Alcantara Stradivarius được ước tính có giá trị ít nhất 800.000 đô la Mỹ.
Duke of Alcantara Stradivarius thường được niêm phong trong một căn hầm ở UCLA. Kể từ đầu thế kỷ 21, những người chiến thắng cuộc thi Concerto All Star của UCLA Philharmonia và cuộc thi hòa tấu đàn dây Atwater Kent đều có cơ hội được chơi vĩ cầm. Do việc cắt giảm ngân sách, các lãnh đạo của trường đại học vào năm 2006 đã cân nhắc việc bán cây vĩ cầm, nhưng những người phản đối đã ngăn điều đó xảy ra. Năm 2020, UCLA được trao tặng một cây vĩ cầm Stradivarius thứ hai, và việc bàn giao sẽ được hoàn thành vào năm 2025.